# Szász Ferenc (költő)
Szász Ferenc, írói álneve: Muzsnai Ferenc (Brassó, 1956. október 25. – Brassó, 2023. november 29.) erdélyi magyar költő, unitárius egyházi író.

## Életútja, munkássága
Középiskoláit a brassói Unirea Líceumban (1975), egyetemi tanulmányait a Protestáns Teológiai Intézet Unitárius Karán végezte (1981). 1983-ig lelkész a marosvásárhelyi unitárius egyházközségben, majd Kolozsváron az 1. sz. Unitárius Egyházközségben 1986-ig, amikor is visszatért Brassóba az ottani unitárius egyházközséghez.
2021. november 1-jén vonult nyugdíjba a Brassói Unitárius Egyházközségből.
2023. november 29-én visszaadta nemes lelkét gondviselő Istenének. Temetésére 2023. december 2-án került sor a brassói központi temetőben.
Első írásai, versei a brassói Új Időkben jelentek meg, 1979-től a Keresztény Magvetőben közölt egyházi beszédeket, tanulmányokat, verseket.

## Művei (válogatás)
- Gesta Unitariorum (Csíkszereda, 1996)[6]
- Transzexiturizmus (Fiatfalva, 2003)